# 필 영허즈번드
필립 제임스 플레이서 "필" 영허즈번드(Philip James Placer "Phil" Younghusband, 1987년 8월 4일 ~ )는 잉글랜드 출생 필리핀의 전직 축구 선수로 현역 시절 포지션은 스트라이커였으며 현재 FIFA 센추리클럽의 회원으로 등재되어 있는 유일한 필리핀 선수이자 필리핀 대표팀 역대 국제 A매치 최다 출전 및 최다 득점 기록 보유자이며 친형인 제임스 영허즈번드도 축구 선수로 활동했다.

## 선수 시절

### 클럽
잉글랜드 서리주 애시퍼드에서 영국인 아버지와 필리핀인 어머니 사이에서 태어나 1997년부터 2005년까지 첼시 FC 유스팀에서 활동하는 동안 2시즌 연속 첼시 유스팀 최다 득점을 기록하며 맹활약한 뒤 2005년 3월 첼시 1군팀에 정식으로 입단했다. 
그러나 쟁쟁한 1군 선수들과의 경쟁에서 밀려 단 1경기도 출전하지 못했고 임대로 떠난 에스비에르 fB에서도 출전 기회를 부여받지 못한 채 첼시로 복귀했으나 결국 2008년 친형인 제임스와 함께 첼시에서 방출 통보를 받으면서 2009년 멘디올라 FC 1991 이적을 통해 필리핀으로 돌아왔다. 
이후 2018년 은퇴할 때까지 7년동안 로욜라 FC(2011 ~ 2017), 다바오 아길라스(2017 ~ 2018) 등에서 활약하며 로욜라 FC의 2011년 UFL컵 준우승, 2012년과 2015년 UFL컵 4강, 2013년 UFL컵 우승, 2014년 유나이티드 풋볼 리그 준우승, 2014-15 PFF 클럽 챔피언십 우승, 4번의 UFL 3위(2012, 2013, 2015, 2016), 2017년 필리핀 풋볼 리그 3위, 다바오 아길라스의 2018년 필리핀 풋볼 리그 3위, 2018년 파울리노 알칸타라컵 준우승 등에 이바지했고 2012년 UFL 득점왕, 2013년 UFL 골든볼, 3회 연속 UFL컵 득점왕에 오르는 등 필리핀에서 전성기를 구가했다. 

### 국가대표팀
필리핀 U-23 대표팀 소속으로 홈에서 열린 2005년 동남아시아 경기 대회에 참가하여 말레이시아와의 A조 최종전에서 멀티골을 터뜨렸으나 팀은 아쉽게도 조별리그 탈락의 고배를 마셨다. 
그리고 이듬해인 2006년 필리핀 성인대표팀에 첫 발탁된 이후 홈에서 열린 2007년 아세안 챔피언십 예선 2경기(동티모르전, 브루나이전)에서 국제 A매치에 데뷔한지 얼마 안되어 무려 6골을 터뜨렸고 이 가운데 동티모르전에서만 4골을 폭발시키며 필리핀의 6회 연속 아세안 챔피언십 본선 진출에 기여했다.
이후 2019년 국가대표팀 유니폼을 반납할 때까지 A매치 통산 108경기 52골을 터뜨리면서 4번의 아세안 챔피언십 4강 진출(2010, 2012, 2014, 2018), 2011년 롱텅컵 준우승, 2012년 AFC 챌린지컵 3위, 2013년 필리핀 피스컵 우승, 2014년 필리핀 피스컵 준우승, 2014년 AFC 챌린지컵 준우승, 2017년 대만 4개국 친선 대회 준우승, 2019년 AFC 아시안컵 본선 진출 등에 기여하며 필리핀의 축구 영웅으로 칭송받았다.

## 대회 성적

### 클럽
로욜라 FC
- 유나이티드 풋볼 리그 : 준우승 (2014), 3위 (2012, 2013, 2015, 2016)
- 유나이티드 풋볼 리그컵 : 우승 (2013), 준우승 (2011), 4강 (2012, 2015)
- PFF 클럽 챔피언십 : 우승 (2014-15)
- 필리핀 풋볼 리그 : 3위 (2017)

다바오 아길라스
- 필리핀 풋볼 리그 : 3위 (2018)
- 파울리노 알칸타라컵 : 준우승 (2018)

### 국가대표팀
필리핀
- AFC 챌린지컵 : 준우승 (2014), 3위 (2012)
- 아세안 챔피언십 : 4강 (2010, 2012, 2014, 2018)
- 필리핀 피스컵 : 우승 (2014), 준우승 (2013)
- 대만 4개국 친선 대회 : 준우승 (2017)
- 롱텅컵 : 준우승 (2011)

### 개인
- 필리핀 스포츠 작가 협회 선정 올해의 남자 축구 선수 : 2011
- 유나이티드 풋볼 리그 득점왕 : 2012 (23골)
- 유나이티드 풋볼 리그컵 골든볼 : 2013
- 유나이티드 풋볼 리그컵 득점왕 : 2011 (25골), 2012 (10골), 2013 (21골)

## 같이 보기
- A매치 100경기 이상 출전한 축구 선수 명단